# Bibliothèque de l'université nationale de l'Académie Mohyla de Kiev
La Bibliothèque de l'Université nationale de l'Académie Mohyla de Kiev est la bibliothèque d’étude de l’Université de l'Académie Mohyla de Kiev et de recherche. Fondée en 1992 en même temps que l'université, elle a été rétablie avec l'assistance de Vyacheslav Bryukhovetskiy, qui est devenu le premier recteur de NaUKMA. Près de 70% des ouvrages sont des livres et périodiques donnés par des institutions, des organisations ou des bienfaiteurs.
Le bâtiment principal de la bibliothèque est situé dans le Podil. La bibliothèque a des secteurs dans les différentes bâtiments de l'Université.

## Histoire
La bibliothèque est fondée à la fin du XVIe siècle, en même temps que  l'Académie, dans les bâtiments anciens encore en fonction. La date convenue de son fonctionnement effectif est 1615. L'hetman Mohyla fait de dons importants de livres, et notamment sa propre collection à sa mort. Mais le terrible incendie de 1658 en détruit presque tout. Au XVIIIe siècle, la bibliothèque compte 3 500 livres, principalement en latin. À la fin de ce même siècle, le collection se monte à 12 000. La totalité des collections - montées à 150 000 ouvrages - est transférée à l'Académie théologique de Kiev. À partir des années 1920, avec la fermeture de l'Académie théologique par les Bolcheviks, la bibliothèque est transférée à la bibliothèque nationale Vernadsky .
En 1992, la bibliothèque est rouverte ainsi que l'Académie ; elle est d'abord située à l'église de Blagovischennia avant de réintégrer l'espace de l'université rénovée.

## Sites et départements
- Bibliothèque Tetyana et Omelyan Antonovych
- Bibliothèque Philologique
- American Library Viktor Kytasty
- Bibliothèque en l'honneur d'Omeljan Pritsak
- Bibliothèque deu Centre d'Études polonaises et européennes
- Bibliothèque de préparation à l'université.
- Bibliothèque de livres rares.

## Ouvrages
Au 31 décembre 2017 la bibliothèque compte:
1. livres – 563 743 vol.
2. magazines – 82 434 vol.
3. ouvrages électroniques – 341 332 items.
4. archive – 23 fonds.

## Collections remarquables
- Un exemplaire du Voyage du patriarche Macaire d'Antioche, 1654
- La Bibliothèque et les archives d'Omeljan Pritsak, premier professeur d'histoire ukrainienne à l'Université Harvard puis directeur du Harvard Ukrainian Research Institute (1973-1989).
- La bibliothèque et les archives de James Mace, historien américain, professeur et chercheur sur Holodomor.
- La collection de la diaspora ukrainienne.